# Корниенко, Георгий Маркович
Гео́ргий Ма́ркович Корние́нко  (13 февраля 1925 — 10 мая 2006) — советский дипломат и государственный деятель, первый заместитель министра иностранных дел СССР (1977—1986). Герой Социалистического Труда (1985). Чрезвычайный и полномочный посол СССР. Заслуженный работник дипломатической службы РФ. Депутат Совета Союза Верховного Совета СССР 10-11 созывов (1979—1989) от Ташкентской области. Член ЦК КПСС (1981—1989).

## Биография
Родился 13 февраля 1925 года в селе Андреевка, ныне Казанковского района Николаевской области Украины в крестьянской семье, украинец. Его отец получил среднее агрономическое образование и работал на опытной сельскохозяйственной станции, одновременно вёл своё довольно крепкое крестьянское хозяйство. В конце 1920-х годов он решил полностью сосредоточиться на работе в госсекторе и в 1929 году вместе с семьёй переехал в Херсон, где на протяжении последующих 30 лет работал агрономом. Он немало сделал для внедрения на юге Украины ранее не культивировавшихся там новых культур и выведения новых сортов растений: выращивал кунжут, физалис, люфу, пытался культивировать хлопок.
В 1940 году Г. М. Корниенко, с детства интересовавшийся естествознанием, единственным из херсонских школьников стал участником Всесоюзной сельскохозяйственной выставки в Москве (в павильоне «Юные натуралисты»).
Во время войны был эвакуирован в Хабаровск. Зимой 1943 года, когда ему исполнилось 18 лет, ввиду непригодности к военной службе по состоянию здоровья был направлен на работу в органы госбезопасности. Около полугода служил оператором на радиостанции под Хабаровском — прослушивал передачи японцев на русском языке. Потом перешёл в отдел военной цензуры, а осенью 1944 года был направлен в Москву на учёбу — в Высшую школу НКГБ СССР, на факультет иностранных языков. Это окончательно определило дальнейшую его служебную карьеру в сфере внешней политики. Член ВКП(б) с 1945 года.
Осенью 1946 года, по окончании школы, был направлен на работу в Информационное управление Первого Главного управления (внешняя разведка) МГБ СССР. Около года проработал референтом-переводчиком в бюро, занимавшемся переводом добываемых разведкой документов. Затем после объединения политической и военной разведок в Комитет информации при Совмине СССР, работал там референтом, старшим референтом в американском секторе управления, где систематизировались и анализировались поступающие материалы и на их основе готовились доклады для руководства страны и заинтересованных ведомств.
В 1949 году начал работать в американском отделе Комитета информации при МИД СССР (работой Комитета по совместительству руководил первый заместитель министра А. А. Громыко), где работал референтом, помощником, заместителем начальника, начальником отдела. В 1953 году окончил экстерном Московский юридический институт. В 1958 году стал заведующим американским сектором в отделе информации при ЦК КПСС. Весной 1959 года отдел информации ЦК КПСС расформировали, а многих его сотрудников, в том числе и Г. М. Корниенко, вернули в систему МИДа.
В 1959 году назначен заместителем заведующего отделом стран Америки МИД СССР. Работал в посольстве СССР в Вашингтоне в 1960–1964 годах — сначала советником, потом вторым лицом в посольстве — советником-посланником. С 1965 — заместитель заведующего, заведующий отделом США МИД СССР, член коллегии министерства.
Активно участвовал в процессе подготовки материалов ко всем советско-американским саммитам 1970-х и первой половины 1980-х годов и другим переговорам, когда закладывалась основная договорно-правовая база отношений между СССР и США.
С 1975 года — заместитель, с 1977 года — первый заместитель министра иностранных дел СССР.
По воспоминаниям тогдашнего руководителя американского отдела Управления по планированию внешнеполитических мероприятий МИДа А. М. Белоногова, в 1979 году Г. М. Корниенко поручил ему и ещё двум сотрудникам министерства — И. С. Спицкому (в качестве заместителя заведующего отдела стран Среднего Востока он тогда курировал афганское направление) и А. И. Валькову (азиатский отдел УПВМ) подготовить аргументированную записку в ЦК КПСС с заключением о недопустимости ввода советских войск в Афганистан. Готовая записка была завизирована руководителем отдела стран Среднего Востока В. К. Болдыревым и представлена на подпись А. А. Громыко. Позже выяснилось, что министр так и не направил эту записку в ЦК и, как пишет сам Г. М. Корниенко, вообще перестал затрагивать в беседах с ним афганскую тему. Впоследствии Г. М. Корниенко приложил максимум стараний, чтобы ускорить и облегчить вывод советских войск из Афганистана.
После инцидента с южнокорейским «Боингом-747» с пассажирами на борту, принятым за американский самолёт-разведчик и сбитым советским истребителем-перехватчиком в районе Сахалина, Корниенко был убеждён, что необходимо сказать миру правду, ибо это будет сопряжено с меньшими издержками, чем вводящая в заблуждение версия обстоятельств гибели самолёта. Однако его мнение не было принято во внимание, что впоследствии негативно сказалось на международном имидже СССР.
В апреле 1986 года, вскоре после ухода осенью предыдущего года из МИДа А. А. Громыко, Корниенко был перемещён с поста первого замминистра иностранных дел на должность первого заместителя заведующего Международным отделом ЦК КПСС, где продолжал заниматься международными делами, в том числе Афганистаном и проблемами разоружения. Эту должность занимал около 2 лет, пока отдел возглавлял его коллега по дипломатической работе А. Ф. Добрынин.
После выхода на пенсию Г. М. Корниенко с 1989 по 1996 год был главным специалистом по международным проблемам Института востоковедения Академии наук.
Похоронен в Москве на Троекуровском кладбище.

## Литературное творчество
Г. М. Корниенко и Маршал Советского Союза С. Ф. Ахромеев выпустили книгу «Глазами маршала и дипломата: критический взгляд на внешнюю политику СССР до и после 1985 г.» (1992). В 1994 году вышла уже упоминавшаяся книга Георгия Марковича «Холодная война. Свидетельство её участника» (второе издание — 2001), где автор, частично повторяя материал предыдущей книги, пополнил его деталями, фактами и наблюдениями, проливая дополнительный свет на многие исторические события, в которых ему было суждено принять непосредственное участие. В 1999 году Г. М. Корниенко в соавторстве с Ю. Б. Харитоном, В. Ф. Уткиным, Н. С. Строевым, Ю. Д. Маслюковым и другими опубликовал книгу «Советская военная мощь от Сталина до Горбачева».

## Семья
Отец — Корниенко Марко Трофимович (1888—1963). Мать — Корниенко Акулина Михайловна (1892—1969). Супруга — Корниенко Лениана Николаевна (1925—1994). Сыновья: Александр Георгиевич (1953—2020), инженер-конструктор; Андрей Георгиевич (1961—2007), физик-теоретик. Внучка — Елена Александровна (1979 г. рожд.). Правнучка — Виктория Алексеевна (2006 г. рожд.)

## Награды
- Герой Социалистического Труда (№ 20227, 1985)
- Орден Почёта (2005)
- два ордена Ленина (1977, 1985)
- два ордена Трудового Красного Знамени (1966, 1971)
- Орден Дружбы народов (1975)
- Медаль «За боевые заслуги»
- Медаль «За победу над Германией в Великой Отечественной войне 1941—1945 гг.»
- Медаль «За боевое содружество»
- другие отечественные и иностранные медали
- Премия Правительства РФ в области науки и техники